# Умирать не страшно
«Умирать не страшно» — советский художественный фильм 1991 года киностудии имени М. Горького.

## Сюжет
СССР, 1935 год. В стране медленно, но верно набирает обороты маховик массовых репрессий. Ксению вызывают повесткой к следователю НКВД. Она думает, что её, как дочь бывшего помещика, ждёт арест. До этого был репрессирован её муж, однако на этот раз обошлось — следователь проникается судьбой Ксении и отпускает её.
Жизнь Ксении, её двух дочерей и отца после этого идет своим чередом, но однажды её отца арестовывают, а ей самой предлагают стать осведомительницей…

## В главных ролях
- Ольга Кабо — Ксения
- Михаил Глузский — Николай Михайлович, отец Ксении
- Екатерина и Евгения Кулиджановы — дочери Ксении
- Юрий Беляев — следователь Федоренко
- Георгий Тараторкин — коллега Ксении, музыкант
- Людмила Чурсина — Ирина
- Сергей Никоненко — нищий бродяга Иван Карась

## Съёмочная группа
- Лев Кулиджанов — режиссёр
- Григорий Рималис — продюсер
- Наталья Фокина — сценарист
- Сергей Онуфриев — оператор
- Владимир Корчагин — композитор
- Александр Попов — художник